# Valeriu Traian Frentiu
Valeriu Traian Frențiu (25. dubna 1875, Rešice – 11. července 1952, Sighetu Marmației) byl rumunský řeckokatolický duchovní, biskup velkovaradínský. Katolická církev jej uctívá jako blahoslaveného mučedníka.

## Život

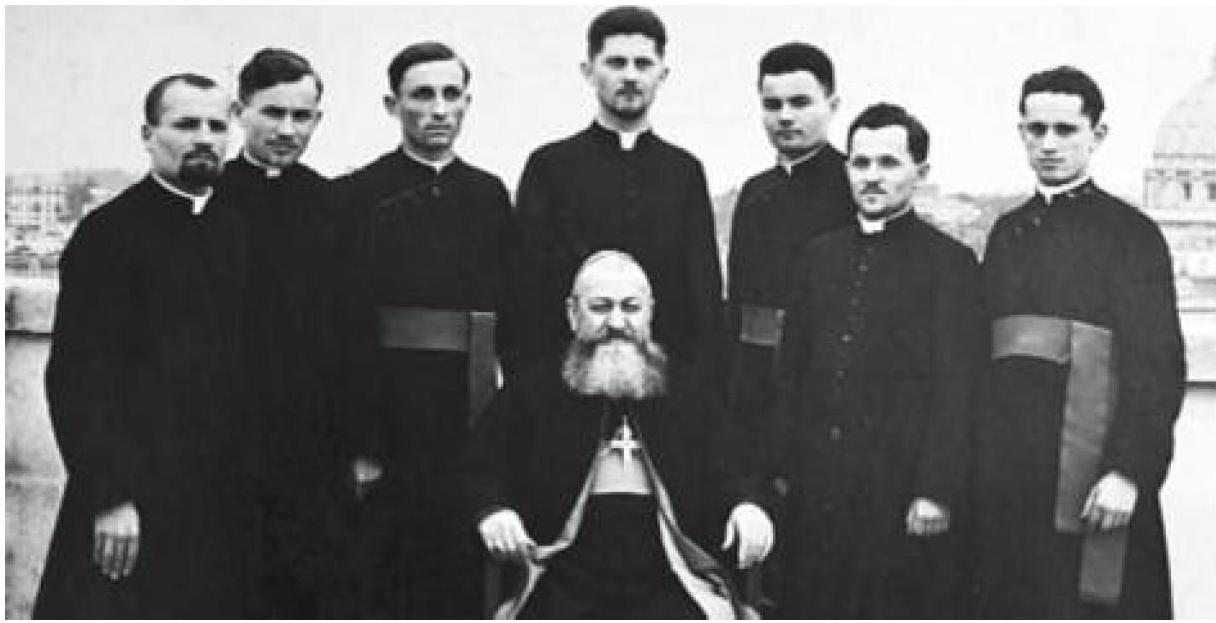
Bl. Valeriu Traian Frențiu (uprostřed) s kněžími

Narodil se dne 25. dubna 1875 v Rešicích rodičům Ioachimovi Frențiu a Rozalii, rozené Demetra. Jeho otec byl řeckokatolický kněz. Po absolvování střední školy v Blaji studoval teologii na Univerzitě Loránda Eötvöse v Budapešti.
Dne 28. září 1898 byl vysvěcen na kněze. Poté do roku 1902 studoval ve Vídni, kde získal doktorát teologie. Poté, mezi lety 1902–1904 zastával funkci kronikáře lugojské eparchie. V letech 1904–1912 působil jako farář v Orăștie. V té době se také stal protopopem. Roku 1912 se krátce stal apoštolským vikářem v Hațegu.
Dne 14. prosince 1912 jej papež sv. Pius X. jmenoval biskupem lugojské eparchie. Biskupské svěcení přijal dne 14. ledna 1913 v katedrále Nejsvětější Trojice v Blaji od biskupa Victora Mihaly de Apşa. Spolusvětitely byli biskupové Demetriu Radu a Vasile Hossu.

Dne 25. února 1922 jej papež Pius XI. jmenoval biskupem velkovaradínské eparchie. Slavnostně uveden do úřadu byl dne 3. května 1922. Roku 1923 mu byl při návštěvě Říma udělen titul asistenta papežského stolce. Roku 1925 mu papež Pius XI. udělil privilegium užívat pallium (část liturgického oděvu, běžně užívaná jen metropolitními arcibiskupy. Roku 1926 mu byl udělen Řád rumunské koruny. Během své biskupské služby vysvětil několik duchovních na biskupy, mezi nimi mimo jiné bl. Ioana Suciu.

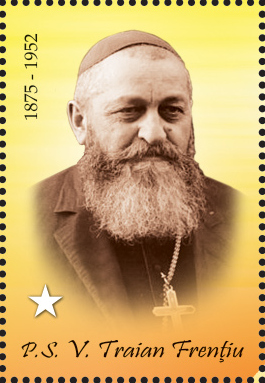
Zobrazení bl. Valeria Traiana Frențiu na rumunské poštovní známce

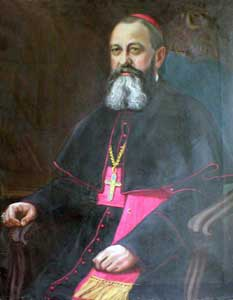
Obraz

Roku 1941 byl jmenován apoštolským administrátorem archieparchie Făgăraș a Alba Iulia. V tomto úřadě setrval do roku 1947.
Dne 28. října 1948 byl poté, co komunistická vláda zrušila rumunskou řeckokatolickou církev zatčen a spolu s ostatními duchovními, kteří odmítli přestoupit do rumunské pravoslavné církve, ovládané státní mocí nucen žít v internaci (nucených pobytech).
Roku 1950 byl převezen do věznice v Sighetu Marmației, kde dne 11. července 1952 zemřel. Pohřben byl do hromadného hrobu.

## Úcta
Jeho beatifikační proces byl zahájen dne 28. ledna 1997, čímž obdržel titul služebník Boží. Dne 19. března 2019 podepsal papež František dekret o jeho mučednictví.
Blahořečen byl spolu s několika dalšími rumunskými biskupy a mučedníky dne 2. června 2019 ve městě Blaj. Obřadu předsedal během své návštěvy Rumunska papež František.
Jeho památka je připomínána 2. června. Je zobrazován v biskupském rouchu.